# Linia kolejowa 135 Szeged – Békéscsaba
Linia kolejowa Szeged – Békéscsaba – linia kolejowa na Węgrzech. Jest to linia jednotorowa, nie zelektryfikowana.

## Historia
Linia została oddana do użytku 29 września 1862 roku.